# Murano

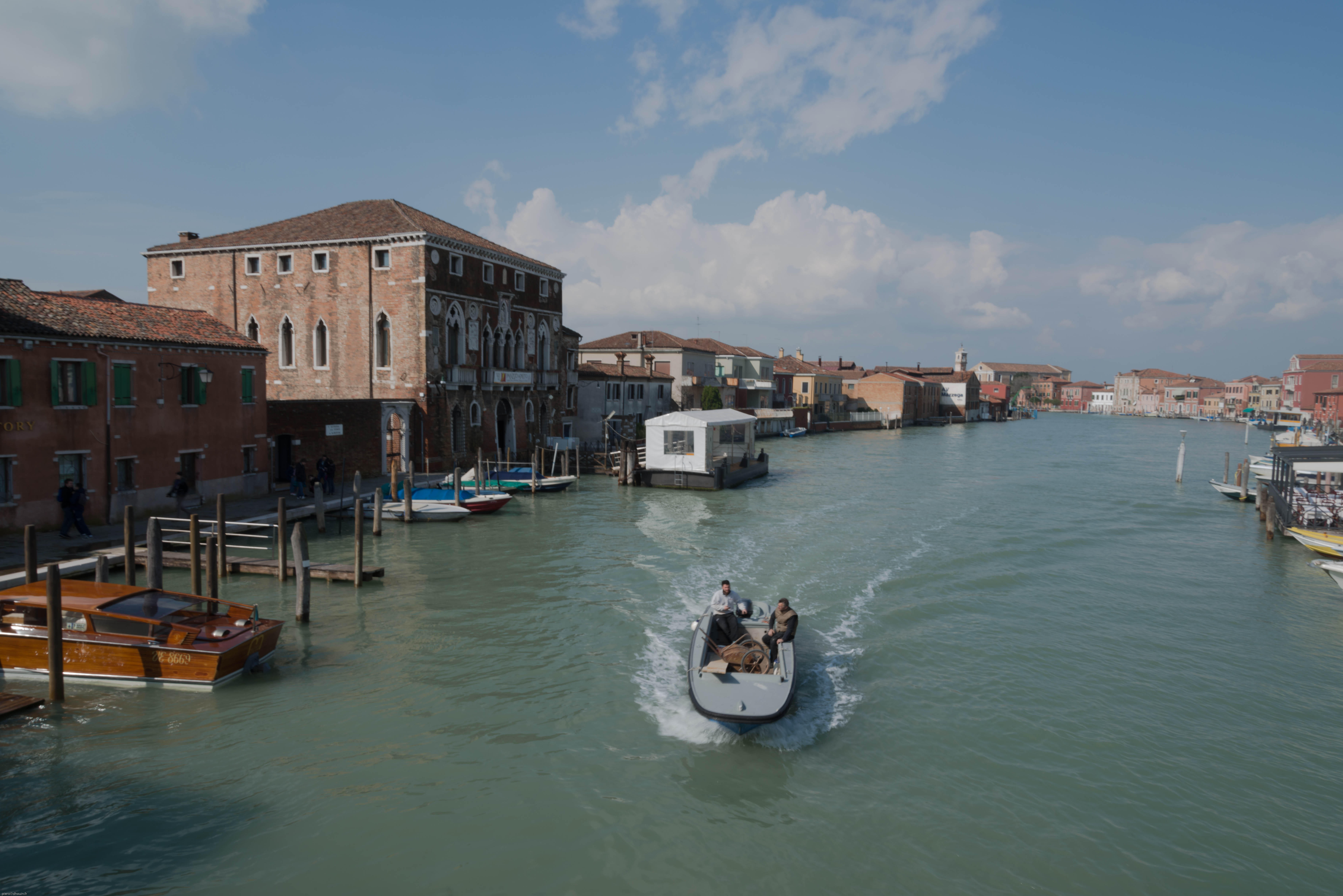
Murano - Canale degli angeli vu du Ponte Longo.

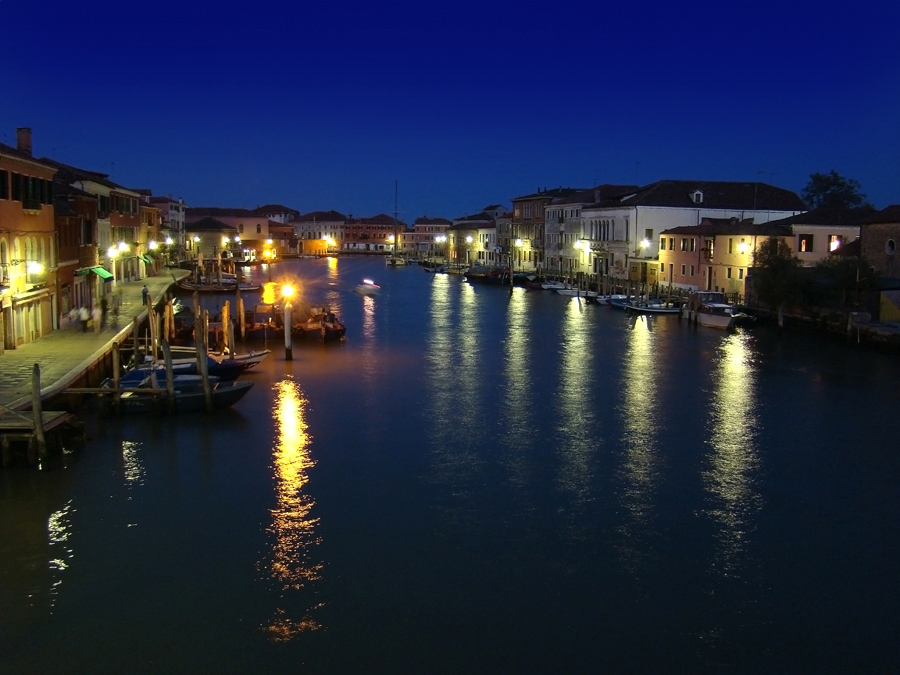
Le Grand Canal le soir.

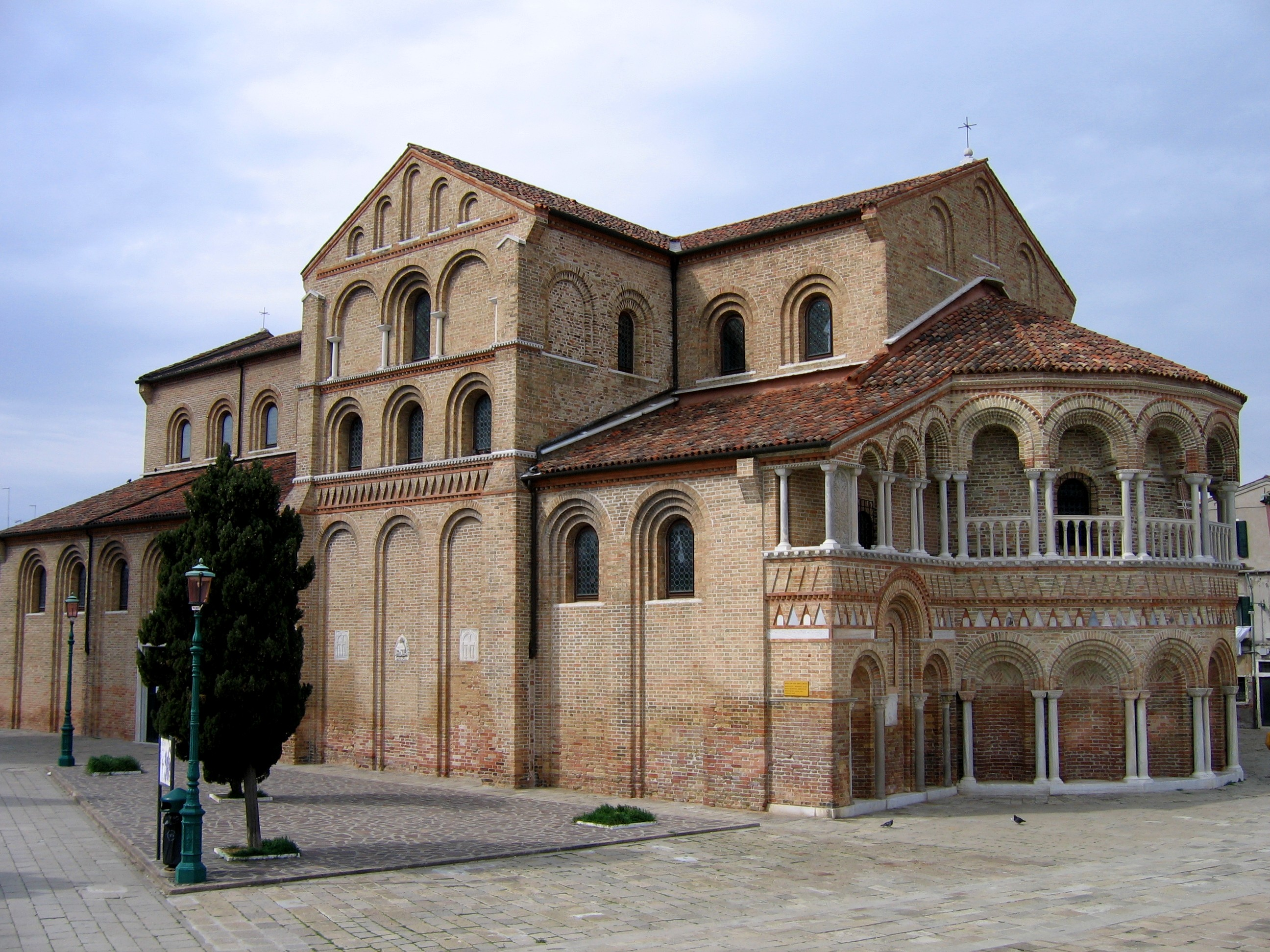
Basilique Santi Maria e Donato.

L'île de Murano est située à Venise, dans sa lagune et au nord-est de son centre historique. Elle est l'une des composantes territoriales de la municipalité de Venise-Murano-Burano (it), qui est l'une des six municipalités constituant administrativement la commune de Venise. Ses artisans de qualité, spécialisés dans le soufflage du verre de Venise, ont une renommée internationale.

## Géographie
La superficie de l'île de Murano est de 1,17 km2, partagée en deux par un Grand Canal traversé par un seul pont, le Ponte Lungo (ou Ponte Vivarini), qui fait en quelque sorte de celle-ci une « petite Venise ».

## Histoire

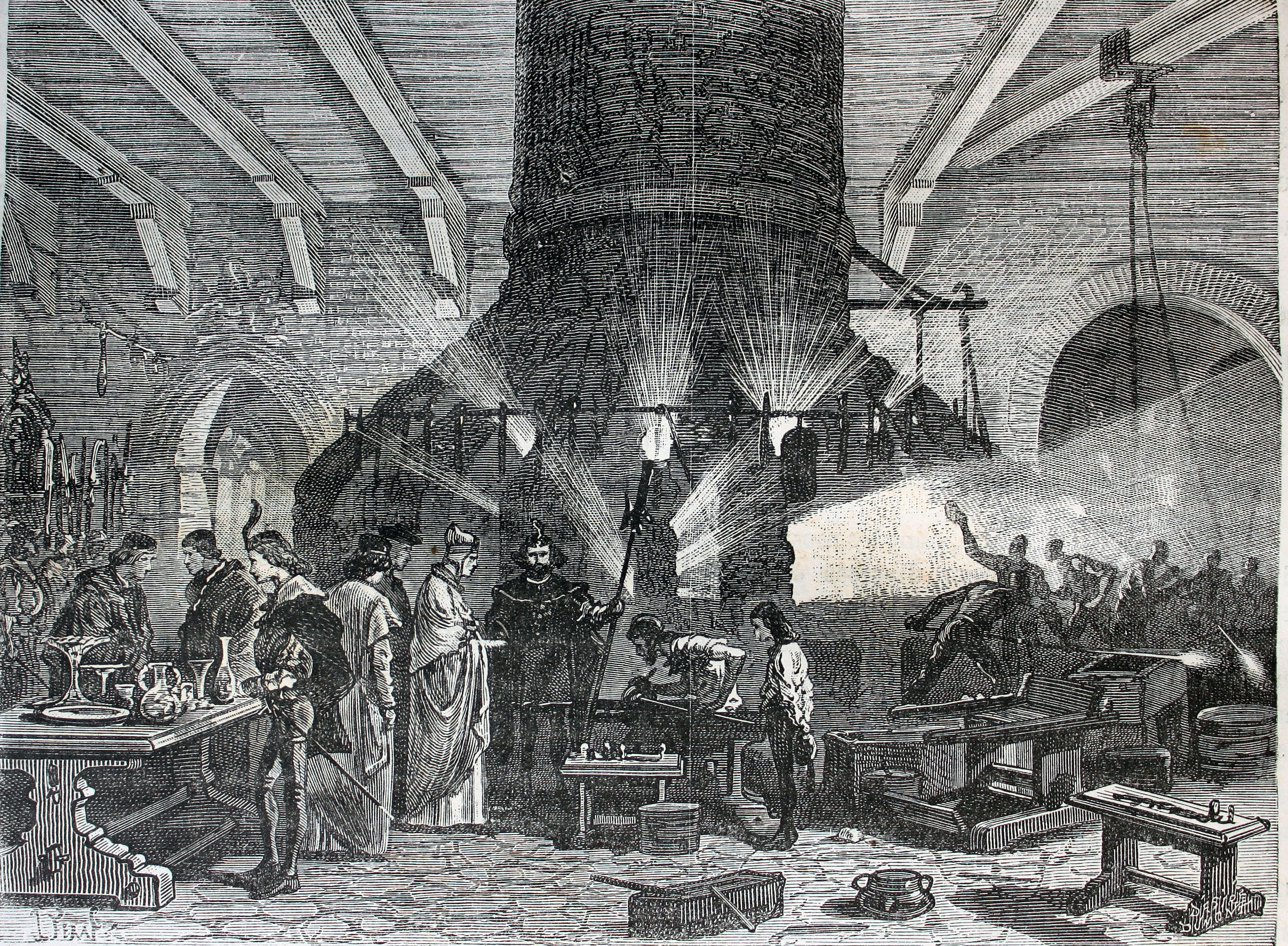
Le doge de Venise visitant les verreries.

À l'origine, Murano prit le nom d’Amurianum, une des portes d'Altinum. 
En 1201, le Sénat de Venise rédigea un décret qui obligeait les verriers de Venise à installer leurs fours sur l'île de Murano. De nombreux incendies s'étaient en effet déclarés à Venise au départ des fours de verriers et les Vénitiens s'inquiétaient des risques encourus par leurs maisons en bois. La condition insulaire permettait en outre de préserver plus facilement le secret de la fabrication du verre.
C'est ainsi que les verriers de Venise furent forcés de transférer leurs fours et ateliers à Murano  où il en subsiste encore une centaine au début des années 2000. Chacune des verreries conserve jalousement ses secrets transmis de père en fils.

### Un fonctionnement très réglementé
La production du verre était très réglementée, non seulement en ce qui concerne l'obtention des licences pour les maîtres verriers mais également sur le nombre d'ouvriers qu'ils avaient le droit d'employer, catégorie par catégorie. La corporation verrière y naquit au XIIIe siècle.
De la même manière, pour mieux contrôler les prix et la production, un calendrier très strict de fonctionnement des fours était édicté par la république de Venise. 
Ainsi les verreries étaient obligées de respecter un congé annuel qui s'étendait de la mi-août à la mi-janvier.

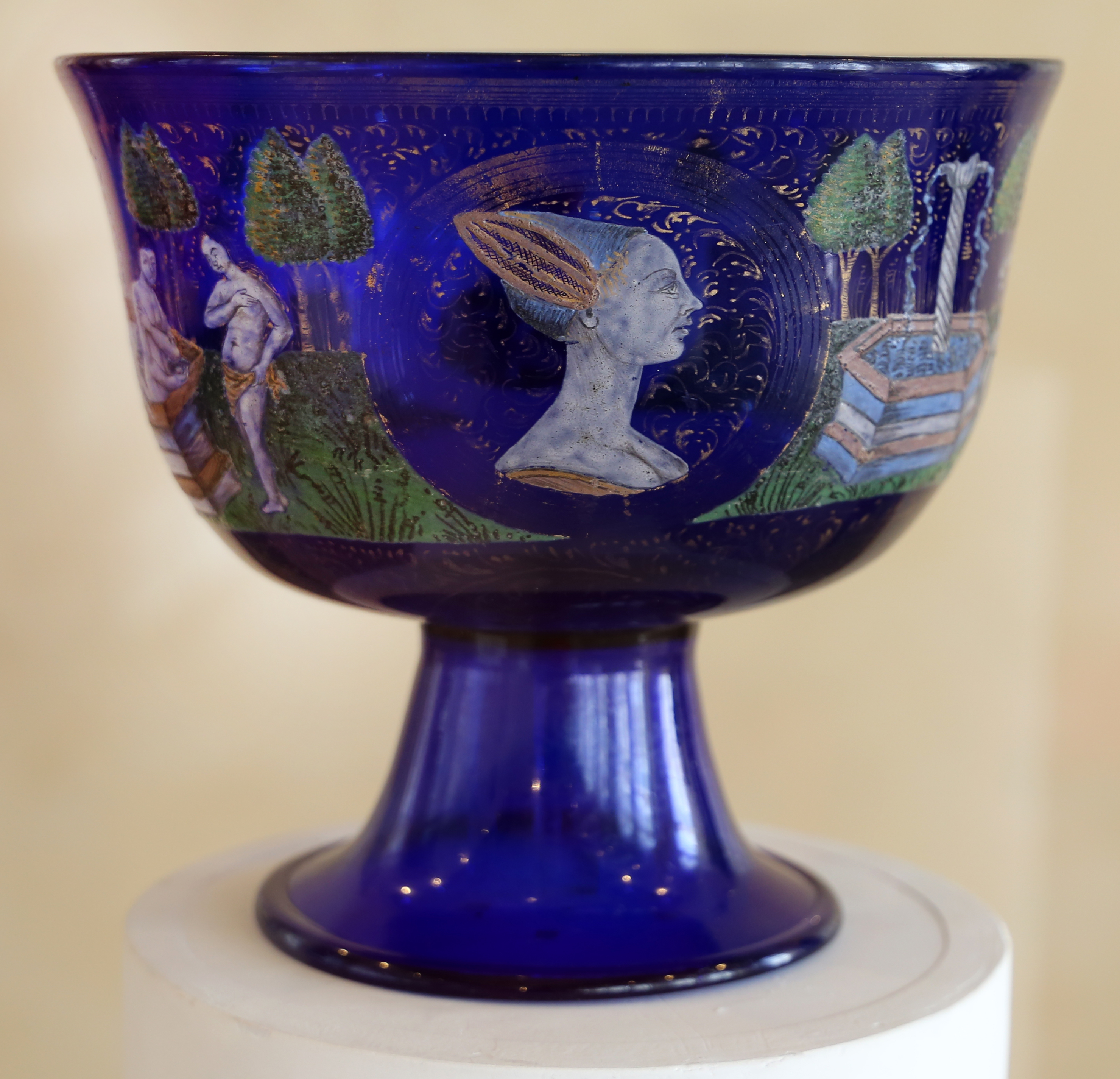
Angelo Barovier, Coupe Nuptiale.

### Des productions admirées et convoitées
À l'époque de son apogée, les productions de Murano étaient appréciées et connues dans l'Europe entière et ce jusqu'à Constantinople. 
De nombreux souverains, de passage à Venise, se déplaçaient jusqu'à Murano pour admirer et commander leur vaisselle, vases, etc.
Le savoir-faire des verriers de Murano suscitait bien évidemment de nombreuses convoitises de la part des autres pays européens, et l'on craignait que l'étranger ne découvre le procédé des gens de Murano. C'est pourquoi, dès 1275, l'exportation du verre brut ainsi que des matières qui servaient à le composer, mais également celle du verre cassé, fut interdite par le sénat vénitien. 
Lorsque Louis XIV, au XVIIe siècle, finit par réussir à débaucher quelques verriers de Murano pour les amener en France, le Conseil des Dix de la république de Venise alla jusqu'à payer des agents pour tuer les ouvriers déserteurs qui refuseraient de rentrer à Murano.

### La dynastie Ballarin
Giorgio (Zorzi) est né aux environs de 1440 à Spalato en Dalmatie et s’est installé à Murano avec son père Pietro, sa mère et son frère Stefano. Giorgio di Pietro dit Zorzi le Spalatino, est considéré comme le véritable ancêtre de l’illustre famille Ballarin de Murano, qui donna naissance à différentes personnalités aussi bien dans l’art du verre que dans le commerce ou dans la carrière politico-diplomatique. Un document du 31 mai 1456 témoigne que Zorzi est entré en qualité de famiglio, au service du verrier Domenico Caner, lui aussi d’origine dalmate et qui avait ouvert un four à Murano. Dans un texte de l’époque, il est désigné comme Georgius Sclavonus famulus ser Menegin Caner.
Zorzi apprit l’art du verre comme nul autre avant lui. Lors d’une opération délicate, un ouvrier laissa tomber, sur son pied gauche, le chalumeau de verrier ; depuis ce jour et à cause de sa démarche devenue claudicante, Zorzi fut affublé d’un nouveau surnom : il ballarino  (le danseur). En effet, les documents de Murano le nomment pour la première fois, le 20 octobre 1479, Zorzi da Spalato dito Ballarin. À compter de ce jour, l’île de Murano eut une nouvelle famille qui allait devenir la noble dynastie de intus ed extra des Ballarin de Murano.
Après l’expérience chez le verrier Domenico Caner, on retrouve Giorgio Ballarin dans la décennie 1470 – 80  dans la verrerie d’Angelo Barovier. En effet, à sa mort en 1460, la direction du four est prise en main par les enfants Giovanni et Marietta (Maria) Barovier. Giorgio qui put assister à la préparation des recettes du philosophe et chimiste Paolo Godi della Pergola, commence ainsi à créer des splendides verres cristallins. À cette époque, la verrerie réalise la célèbre coupe de mariage sur laquelle figurent les deux amants Marietta et Giorgio. Au fur et à mesure, il perfectionna l’art et initia en 1483 une activité en propre sous le nom de la verrerie ‘Al San Marco’.
Le 10 avril 1492 Giorgio Ballarin demande et obtient le droit de la part du Doge, d’installer chez lui le verrier Robert de Thysac de la Lorraine (Darney). Il voulait fabriquer, à Murano, des glaces et des miroirs suivant des procédés secrets, et de grandes plaques de verre de couleur, destinées à faire des vitraux représentant des sujets et des armoiries. Ce verre était de toute beauté, personne en Italie ne pouvait en obtenir de semblables. 
Les tons rouges et roses surtout émerveillaient tout le monde. Fort de l'appui de son chef d'état, Giorgio Ballarin fit construire un four spécial dans un endroit caché de sa demeure. Là, Robert de Thysac pouvait travailler à son aise et apprendre à son hôte les mystères de sa fabrication. Giorgio Ballarin devient maître dans ce que Robert de Thysac lui enseignait. En échange, l'artiste italien donna asile au jeune Lorrain et lui apprit les tours de main de la verrerie vénitienne. 
Les œuvres des deux maîtres, lorrain et italien, travaillant dans cet atelier ‘clandestin’, acquirent une telle renommée qu'elle attisa la jalousie des autres artistes de Murano. La couleur rubis transparent devint, avec le cristal, une matière très recherchée par les nobles vénitiens et d’Italie. L’année suivante Giorgio Ballarin est nommé « Gastaldo » de l’art verrier et devient par la suite l’un des entrepreneurs les plus importants et riches de l’île.
Revenu en Lorraine, Thysac sollicite en même temps l'autorisation de construire « tout à neuf une verrerie (la Frison) avec maison d'habitation et dépendances pour se loger avec sa famille, ses gens et serviteurs ». L'entreprise de Robert de Thysac fut couronnée de succès et la verrerie survit jusqu'à nos jours sous le nom de « la Rochère », la plus ancienne cristallerie de France. 
Dans sa vie Giorgio devient le propriétaire de quelques palais à Murano et dans la région de Trévise. Il fit construire pour sa famille, ses descendants et pour lui-même, une chapelle dans l’église de San Pietro Martire de Murano, où en 1506 Giorgio Ballarin trouva le repos éternel.
Cette fulgurante ascension sociale, en pleine renaissance vénitienne, entourée d’un climat suspicieux et envieux, demeura pendant des siècles dans la mémoire collective des Muranais et inspira, lors d’une visite à Murano en 1898, l’écrivain américain F. Marion Crawford dans son récit Marietta a Maid of Venice version originale anglaise publiée en 1901. 
En 1905 la musicienne australienne Mona Mc Burney compose et adapte cette Novell dans un opéra appelé « The Dalmatian ». Elle a été mise en scène pour la première fois en décembre 1910 à Melbourne. Mona Mc Burney est entrée dans l’histoire comme la première compositrice féminine d’opéra en Australie. 
Sa descendance : 
Francesco (1480-1555), excellent fabricant de vases, fut connu au-delà des frontières de la république de Venise pour ses très belles expositions pendant les fêtes de la Sensa à San Marco.
Giovanni (1485-1512), Gastaldo dell’Arte, maîtrisant la fabrication d'objets en cuivre, réalisa des pièces faites de ce métal, sur lesquelles un verrier apposait la décoration en émail. Les deux techniques témoignent de l’influence mauresque à Venise.
Domenico (1490-1570), Gastaldo dell'Arte, vit sa notoriété se répandre dans les cours italiennes et dans les milieux artistiques les plus élevés, jusqu'au-delà des Alpes. Le poète Pietro Aretino, dans une lettre au duc de Mantoue datant du 3 novembre 1531, le définit comme « idolo in cotal arte » (semblable à un dieu dans cet Art). Connu à la cour de France sous le nom du “marchand vénitien” qui fournissait ses splendides coupes de cristal au roi François Ier. Les chefs-d’œuvre créés pour les noces de son fils et futur roi Henry II avec Catherine de Médicis le 28 octobre 1533 furent particulièrement appréciés. Il s’agit de coupes dessinées et décorées par le peintre Giovanni da Udine qui furent par la suite immortalisées dans les tableaux des plus grands peintres de ce temps comme le Titien, Romanino, Véronèse et le Caravage.
Sources,,.

### L'évolution de la production de l'art du verre à Murano

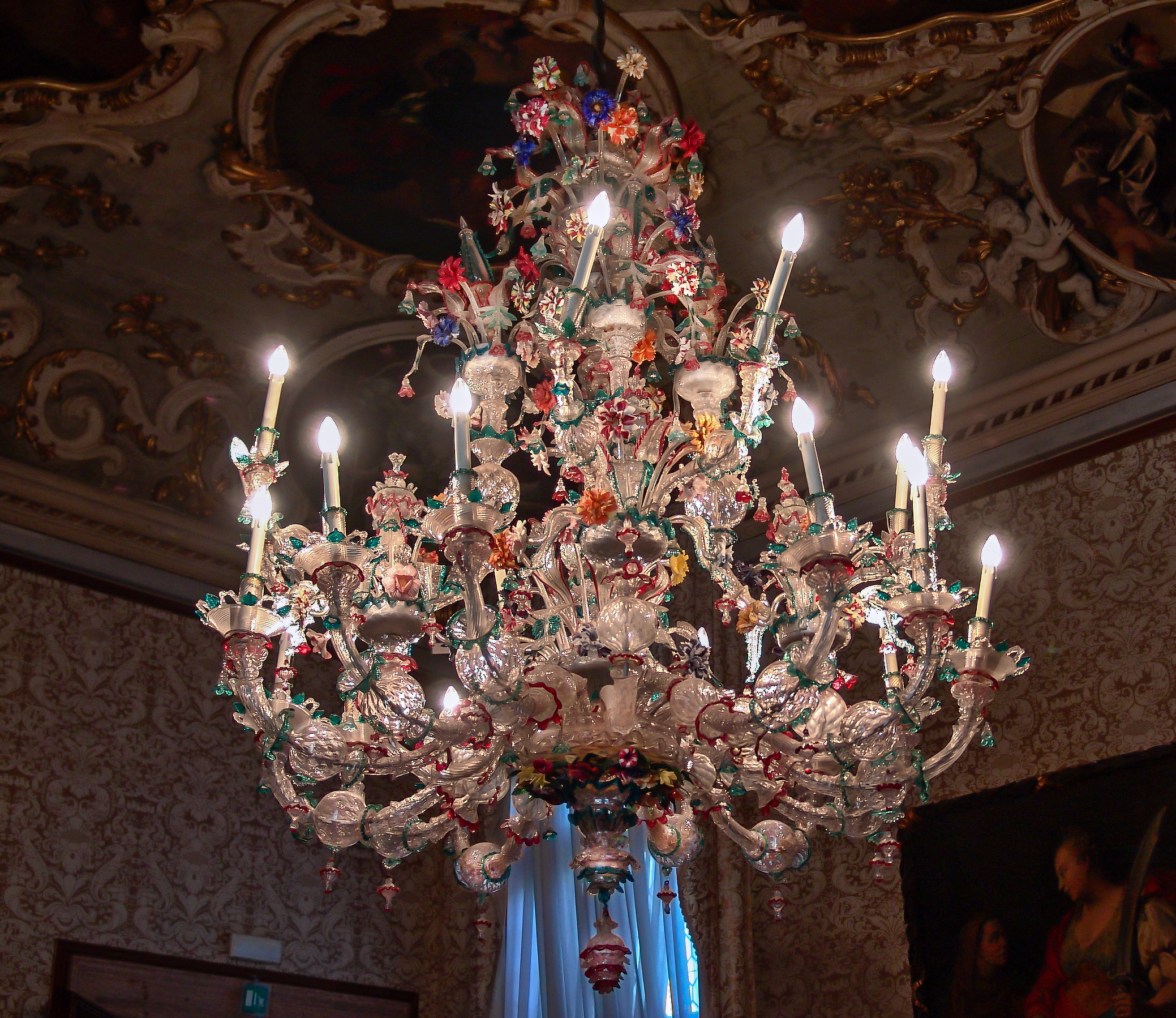
Lustre en verre coloré de Murano.

D'abord utilitaire elle devint un art d'un grand raffinement qui connaît son apogée du XVIe au XVIIIe siècle. Les maîtres verriers prestigieux sont encore bien présents sur l'Île. On peut citer, entre autres, les ateliers Ballarin, Barovier & Toso, Pauly & C., Seguso ou encore Venini. Certaines verreries d'art (elles sont en expansion), produisent des objets de grande qualité tout en adoptant un style rafraîchi le plus souvent avec l'aide d'artistes contemporains.
Cela étant, certains producteurs se réorientent pour satisfaire une demande de produits bon marché, stimulée par le flux croissant de touristes. Une autre menace qui pèse sur l'image de marque à Murano est la copie chinoise et autres contrefaçons.

### Une île célèbre pour ses jardins et ses palais
L'île de Murano fut également célèbre pour ses jardins. S'y retrouvaient entre amis les nobles mais également les artistes, peintres et écrivains qui appréciaient sa douceur et ses parfums. 
Parmi eux citons le fameux imprimeur Alde l'Ancien (Alduce Manuce) ou encore Pietro Aretino dit l'Arétin.
Cela signifiait aussi que jusqu'au XVIIIe siècle l'île comptait de nombreux palais. Malheureusement ils furent sauvagement détruits par Napoléon Bonaparte, alors commandant en chef de l’armée d’Italie, lors de son occupation de Venise en 1797.
Aux palais, il convenait également d'ajouter les casins, lieux de plaisir mais aussi, plus tard, de jeux d'argent et le mot a d'ailleurs donné naissance au mot casino.
C'est à Murano que Casanova retrouve sa chère nonne M.M dans le casin de Monsieur de Bernis qui prend plaisir à épier leurs ébats. Monsieur de Bernis était alors ambassadeur de France à Venise et il deviendra plus tard le Cardinal de Bernis.

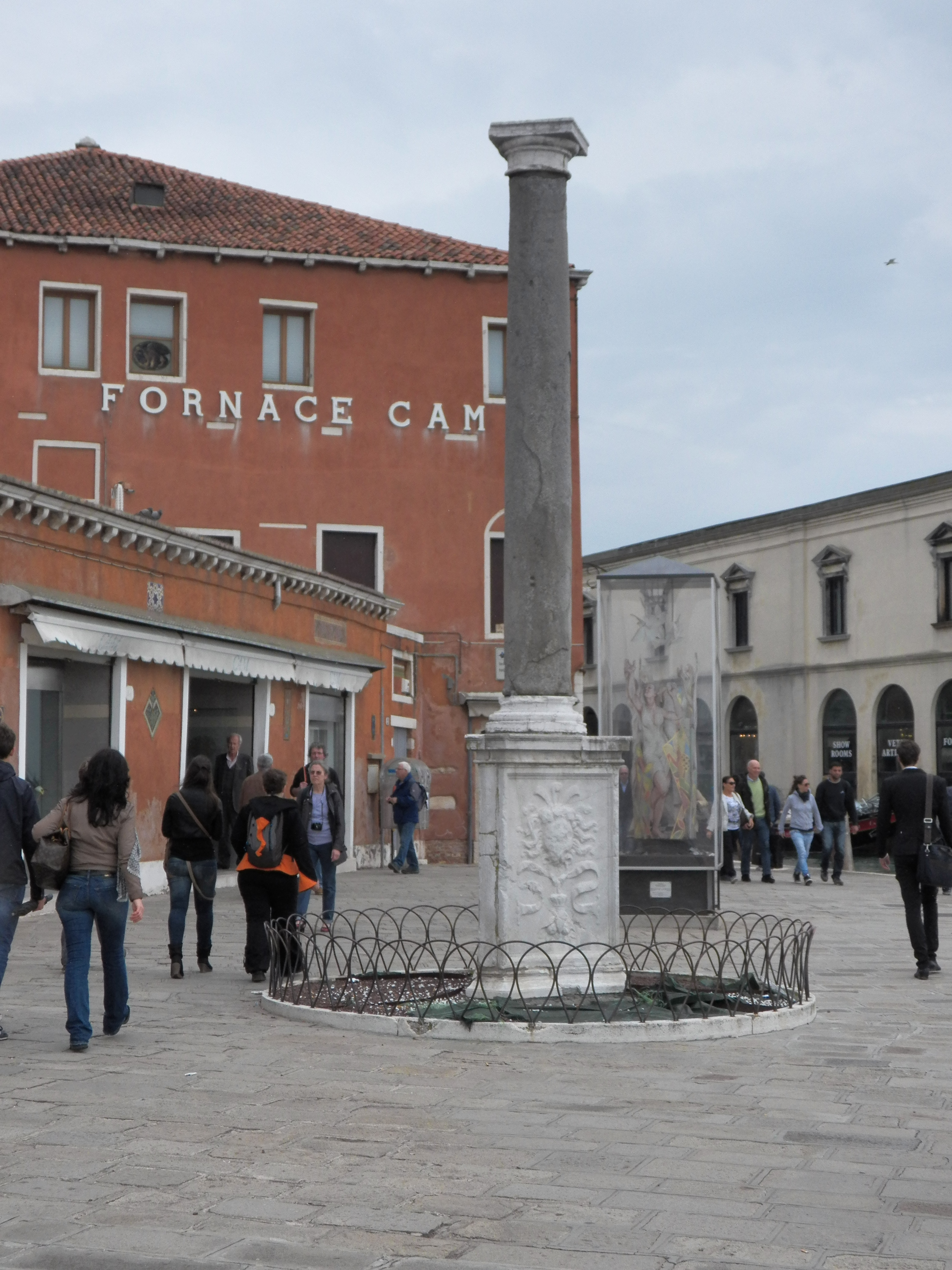
Embarcadére ACTV Colonna
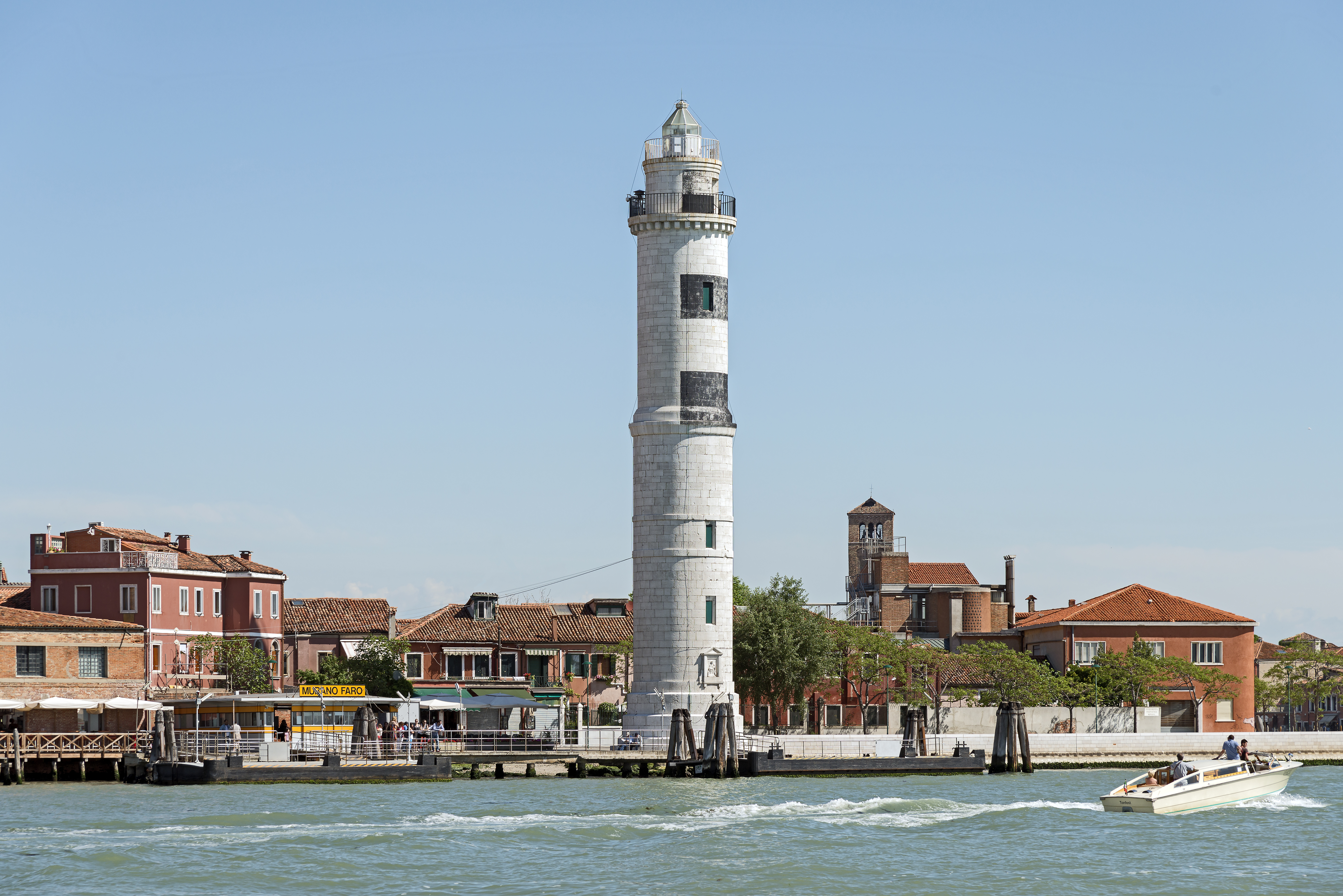
Le Faro.
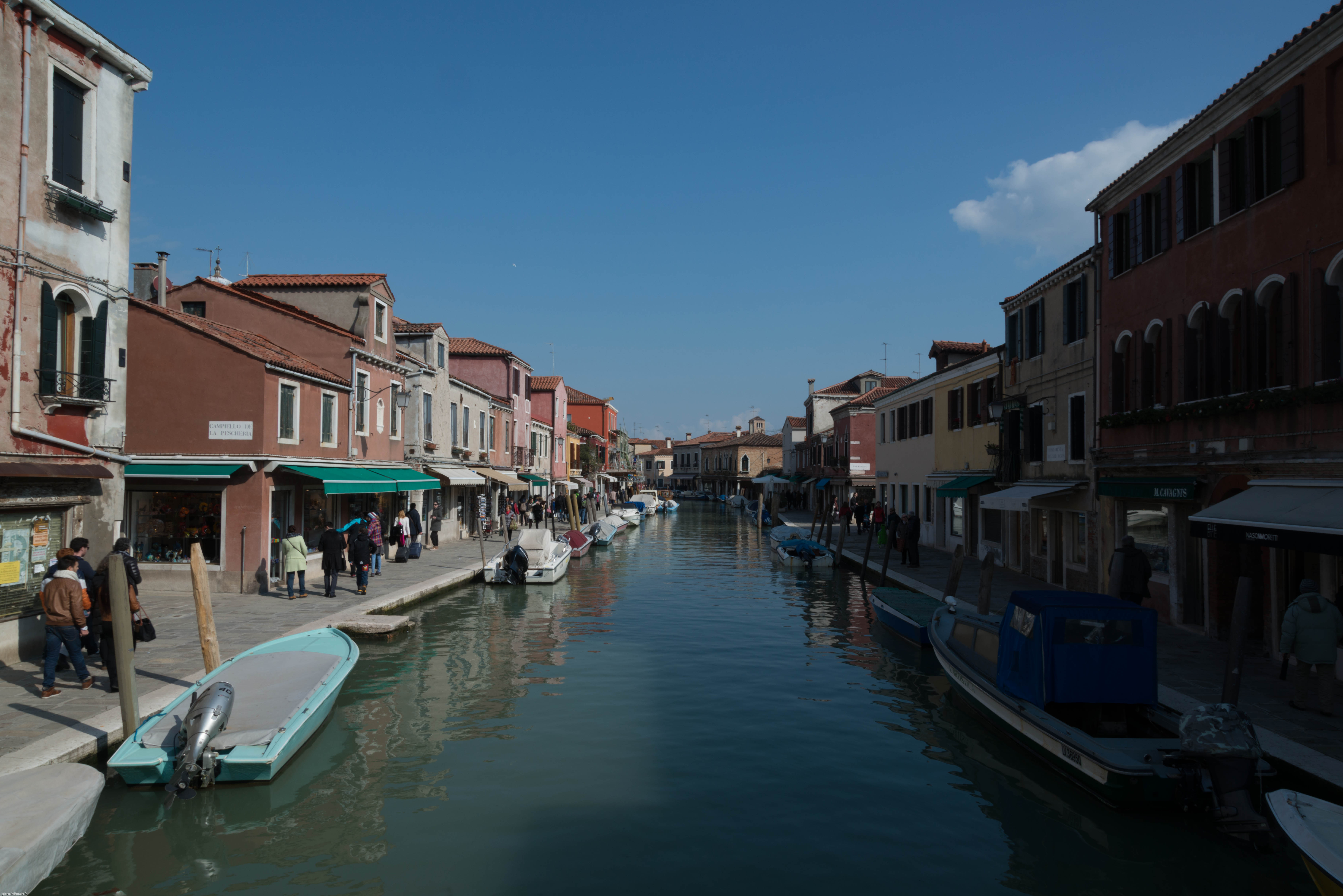
Murano - Rio dei Vetrai.
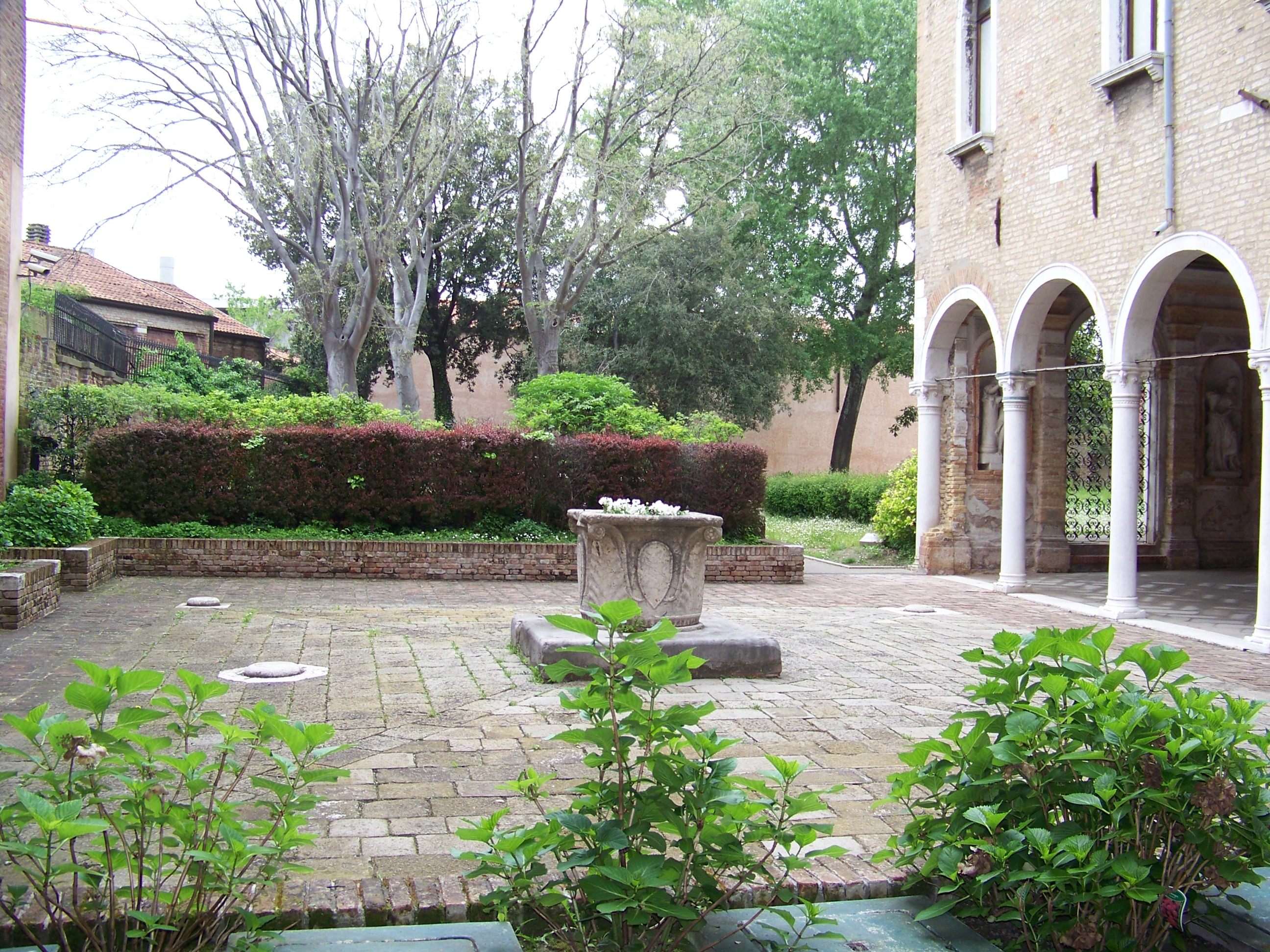
Cour du Musée du Verre.
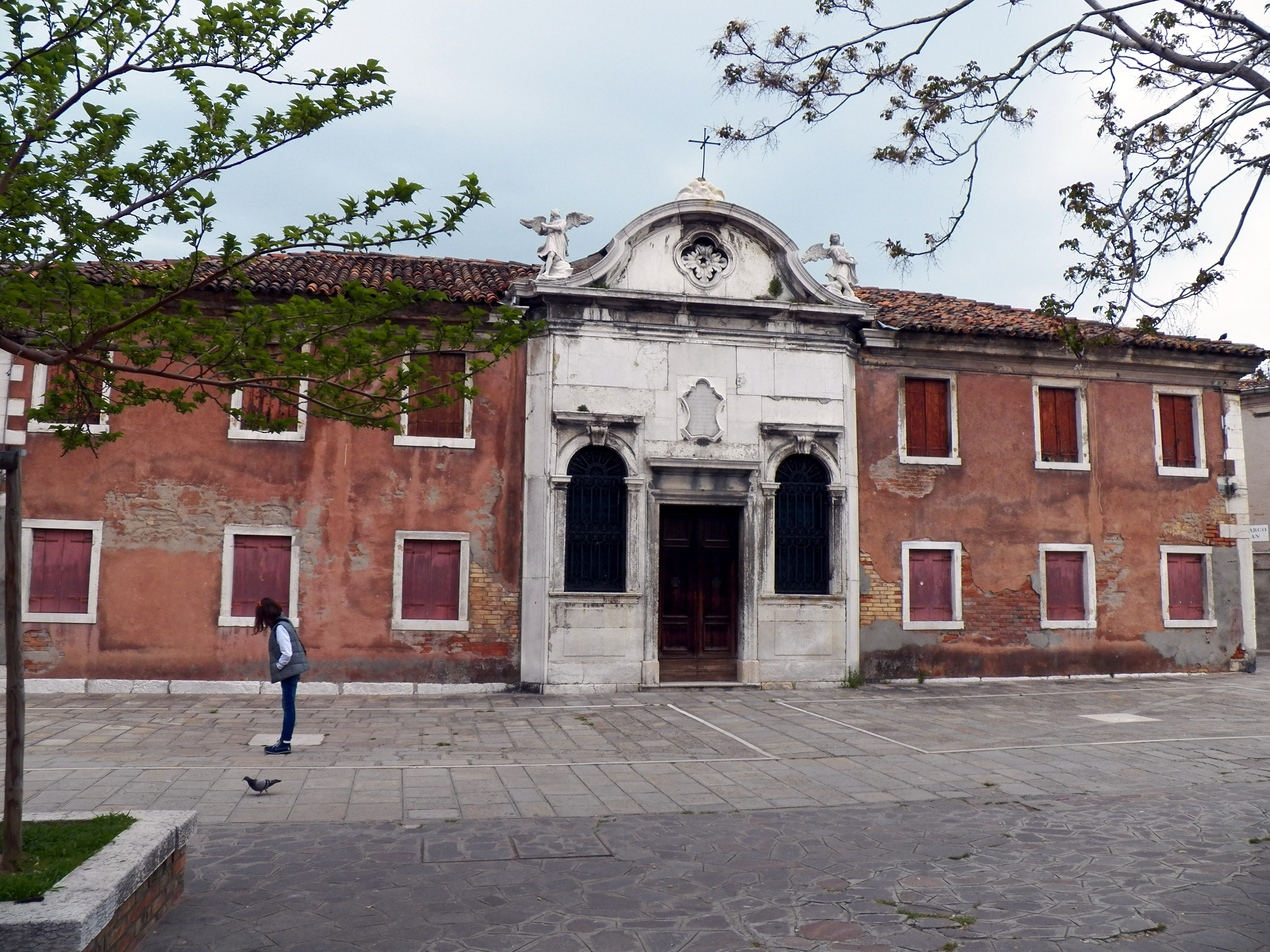
Ospizio Briati.
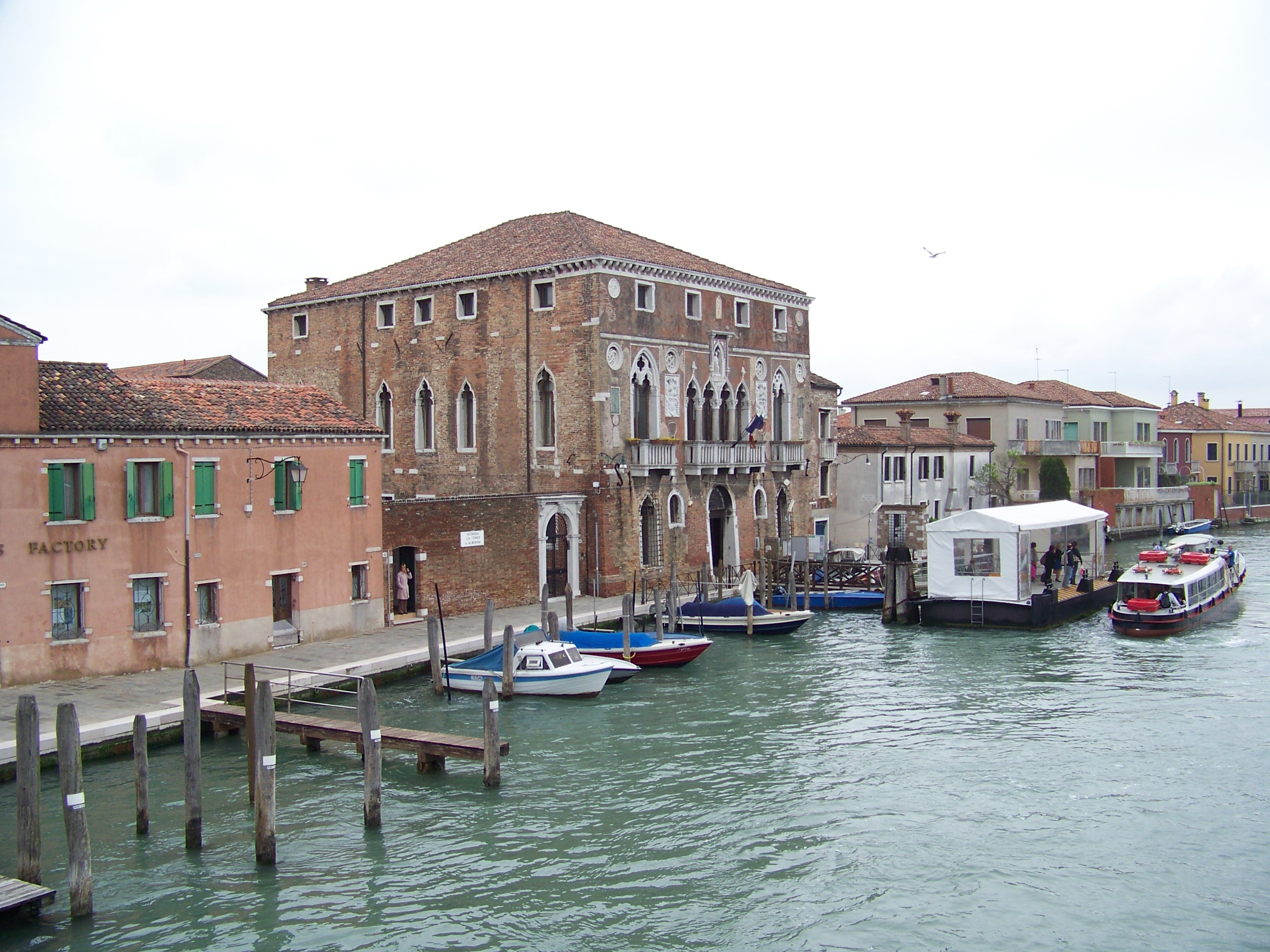
Palais de la Mula.
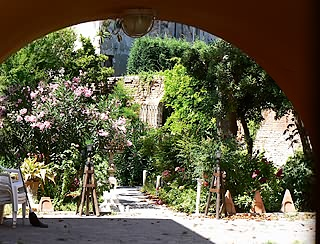
Les Jardins de Murano.
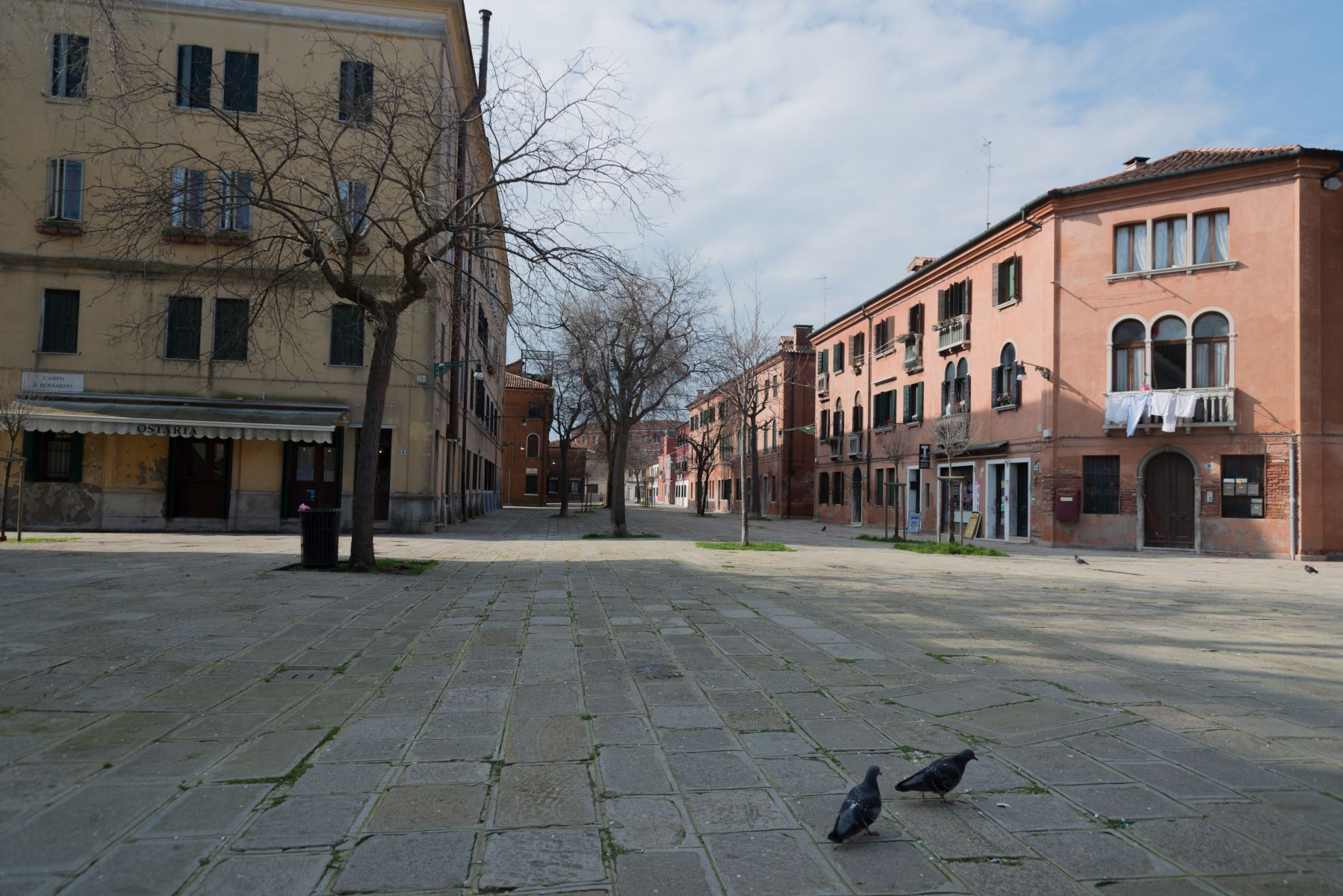
Campo San Bernardo.
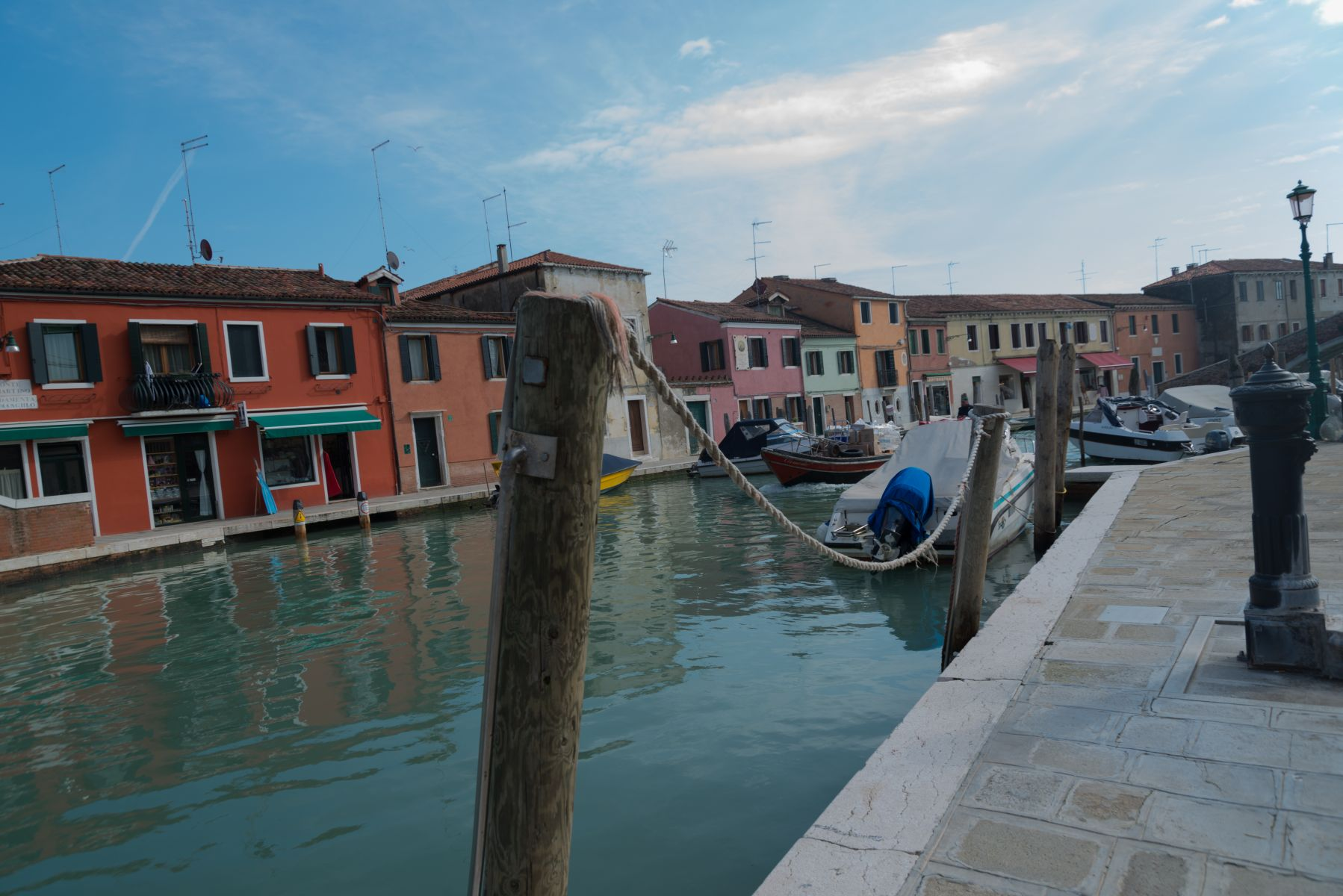
Canale di San Donato.